# Proosdij van Sint-Marie
De Proosdij van Sint-Marie was een proosdij die verbonden was aan de kapittelkerk van Sint-Marie te Utrecht.

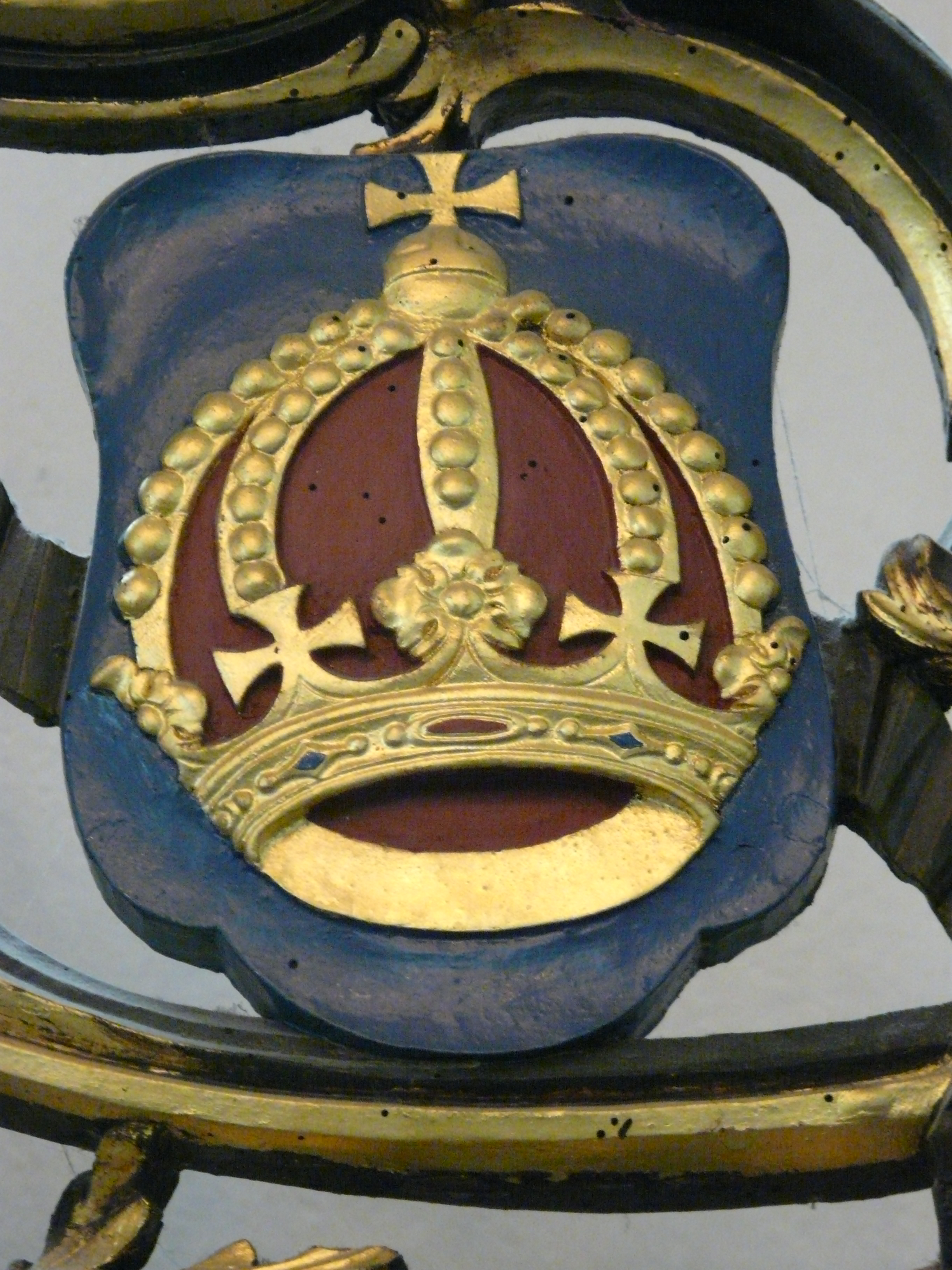
wapen van het kapittel van Sint-Marie

De proost stond oorspronkelijk aan het hoofd van een seculier kapittel. Met het proostambt in het middeleeuwse bisdom Utrecht was het ambt van aartsdiaken verbonden. De proost had daardoor veel macht en was ook veel afwezig in verband met zijn taken. Tussen 1150 en 1250 ontwikkelde zich in de bisdommen van het Heilige Roomse Rijk een nieuwe situatie: de proost verloor zitting en stemrecht in het kapittel, dat onder leiding van de deken kwam te staan. Hiermee gepaard ging een scheiding van de bezittingen in proosdijgoederen en kapittelgoederen.
De proost werd aanvankelijk door het kapittel gekozen, maar later wist de paus zich van het benoemingsrecht meester te maken. Na de Reformatie beschouwden de Staten van Utrecht zich als opvolger van de paus en benoemden zij een gereformeerde proost. Na de Bataafse Revolutie van 1795 werden de heerlijkheden en gerechten vervangen door gemeenten en verloor de proosdij zijn publieke functie. De laatste resten van de proosdij verdwenen bij de opheffing van de Utrechtse kapittels in 1811 door Napoleon.

## Bezittingen
De bezittingen van de proosdij bestonden onder meer uit:
1. gerecht van Sint Marie te Kortenhoef, dat grotendeels overeenkwam met de latere gemeenten Nederhorst den Berg, Kortenhoef en Ankeveen. Het bestond uit:
  1. Kortenhoef (1624 verkocht aan Godard van Reede)
  2. Stichts Ankeveen (1624 verkocht aan Godard van Reede)
  3. Horstwaard (1619 verpacht aan Godard van Reede)
  4. Dorssewaard (aan Godard van Reede, verenigd met Vreeland)
  5. Dorsseveen (1624 verkocht aan Godard van Reede)
2. gerecht Breukelerwaard (1660 verkocht)
3. gerecht Lopik
4. gerecht Zegveld
5. gerecht Kamerik-Mijzijde
6. gerechten Waveren, Botshol en Ruige Wilnis (gelegen in Holland, 1628 verkocht)